# Guillem de Palafolls
Guillem de Palafolls va ser un noble i cavaller català, senyor de la baronia de Palafolls.
Era fill d'un altre Guillem, i és conegut per haver servit al rei Jaume el Conqueridor en la conquesta de Mallorca el 1229, formant part de la host de Guillem II de Bearn. Va ser pare de Berenguer de Palafolls, que participà en la conquesta de València. Els seus descendents esdevindrien senyors, i posteriorment marquesos, d'Ariza.